# Fares Jadue
Fares Manuel Jadue Leiva (Santiago, 1972) es un licenciado en Historia, administrador público y político chileno-palestino, militante del Partido Comunista de Chile (PCCh). En 2021 fue electo concejal por la comuna de Recoleta y Desde el 26 de julio de 2024, ocupa el cargo de alcalde de esa comuna, luego de la destitución de Daniel Jadue.
Resultó electo alcalde en las elecciones municipales de octubre de 2024, con un 35,83% de los votos válidamente emitidos.

## Biografía
Nació en Santiago, hijo de madre chilena y padre palestino. Estudió en el Liceo de Aplicación de Santiago, de donde egresó en 1991.
En el año 1986 ingresó a las Juventudes Comunistas. Estudió Historia en la Universidad de Chile y Administración Pública en la Universidad Academia de Humanismo Cristiano. Es en su paso paso por la Universidad de Chile donde conoció a Daniel Jadue y habrían empezado una cercana amistad, unidos por su visión política y la defensa de la causa palestina. Si bien ambos tienen el mismo apellido, no son parientes.

## Trayectoria
Trabajó por más de ocho años como director de Desarrollo Comunitario (DIDECO) en la Municipalidad de Recoleta,donde estuvo a cargo de la gestión de proyectos como la farmacia, óptica, inmobiliaria y librería popular.
En 2021 fue candidato a concejal de Recoleta por la lista del Partido Comunista de Chile, siendo electo con la primera mayoría.Asumió el cargo el 28 de junio de 2021.

### Elección como alcalde
El 26 de julio de 2024 fue ratificado por el concejo municipal de Recoleta, con cinco de ocho votos, como el nuevo alcalde de esa comuna en reemplazo de Daniel Jadue, quien se encuentra en arresto domiciliario formalizado por cinco delitos.
Fue validado como alcalde de Recoleta en las elecciones municipales de octubre de 2024, donde fue escogido como primera mayoría de la comuna, con un 35,83% de los votos válidamente emitidos.

## Historial electoral

### Elecciones municipales de 2021
- Elecciones municipales de 2021 para el concejo municipal de Recoleta

| Candidato                 | Pacto                         | Partido | Votos | %     | Resultado |
| ------------------------- | ----------------------------- | ------- | ----- | ----- | --------- |
| Fares Jadue Leiva         | Chile Digno, Verde y Soberano | PCCh    | 8.456 | 15,81 | Concejal  |
| Natalia Cuevas Guerrero   | Chile Digno, Verde y Soberano | PCCh    | 4.089 | 7,65  | Concejala |
| Cristian Weibel Avendaño  | Chile Digno, Verde y Soberano | PCCh    | 2.477 | 4,63  | Concejal  |
| Karen Garrido Ganga       | Chile Digno, Verde y Soberano | PCCh    | 2.965 | 5,54  | Concejala |
| Joceline Parra Delgadillo | Chile Digno, Verde y Soberano | PCCh    | 2.118 | 3,96  | Concejala |
| Felipe Cruz Huanchicay    | Chile Vamos                   | RN      | 1.469 | 2,75  | Concejal  |
| Silvana Flores Cruz       | Unidos por la Dignidad        | PDC     | 1.641 | 3,07  | Concejala |
| José Salas San Juan       | Unidad por el Apruebo         | PS      | 1.070 | 2,00  | Concejal  |

### Elecciones municipales de 2024
- Elecciones municipales de 2024 para la alcaldía de Recoleta

| Candidato                | Pacto                    | Partido | Votos  | %      | Resultado |
| ------------------------ | ------------------------ | ------- | ------ | ------ | --------- |
| Fares Jadue Leiva        | Contigo Chile Mejor      | PCCh    | 33 107 | 35,83% | Alcalde   |
| Mauricio Smock Allemandi | Chile Vamos              | UDI     | 26 689 | 28,88% |           |
| Andrés Cáceres Bravo     | Partido Social Cristiano | Ind.    | 8 737  | 9,45%  |           |
| Miguel Acosta Villalón   | Independiente            | Ind.    | 8 419  | 9,11%  |           |
| Alberto Seguel Mena      | Independiente            | Ind.    | 15 461 | 16,73% |           |